# Ringu 2
Ringu 2 is een Japanse horrorfilm uit 1999 onder regie van Hideo Nakata. Dit keer schreef hij het scenario. De film duurt 95 minuten. De film is het tweede vervolg op Ringu.

## Verhaal
Reiko gaat met haar zoontje ergens anders wonen, maar de vloek laat haar niet met rust. Er beginnen al snel doden te vallen door de video en Reiko ontdekt een verschrikkelijk geheim.

## Rolverdeling
| Acteur            | Personage               |
| ----------------- | ----------------------- |
| Miki Nakatani     | Mai Takano              |
| Nanako Matsushima | Reiko Asakawa           |
| Hitomi Sato       | Masami Kurahashi        |
| Kyôko Fukada      | Kanae Sawaguchi         |
| Fumiyo Kohinata   | Dokter Kawajiri         |
| Kenjiro Ishimaru  | Detective Omuta         |
| Yurei Yanagi      | Okazaki                 |
| Rikiya Otaka      | Yoichi Asakawa          |
| Yoichi Numata     | Takashi Yamamura        |
| Hiroyuki Sanada   | Ryuji Takayama          |
| Rie Inou          | Sadako Yamamura         |
| Katsumi Muramatsu | Koichi Asakawa          |
| Daisuke Ban       | Dokter Heihachiro Ikuma |